# 宏恩基督教學院
宏恩基督教學院（英語：Gratia Christian College），簡稱宏恩，是一所按照《專上學院條例》(第320章) 註冊的自資大專院校，前身為開辦新高中課程的宏恩書院。

## 學院校舍及願景
學院校舍位於九龍石硤尾偉智街5號，校舍面積較相鄰的聖方濟愛德小學以及寶血會上智英文書院 為小。
此外，該校舍曾為嘉智學校、香港大學專業進修學院（石硤尾教學中心）及香港城市大學專業進修學院（SCOPE石硤尾教學中心）所用，該處同時也是香港神召會石硤尾堂堂址。
院校強調培養學員的品格，配合所傳授的專業知識，讓學員成為「僕人領袖」。然而，學院現時不符合升格大學的要求。

## 學系及課程

### 商學院
系主任：楊慕貞女士（工商管理博士、前恒生管理學院CSSI總監） Hon. Dip.（Seneca College, Canada），MA(ES)（香港城市大學) ，PGDE（香港教育學院），DBA（澳門城市大學） 

#### 商學系
開辦課程
- 服務管理榮譽學士
- 轉化型商業管理高級文憑

### 教育及心理學院
署理系主任：黃葉仲萍女士（伯特利神學院教牧輔導學榮休導師） 
Dip.（HKBC），MEd（奧克拉荷馬市大學），MPH（奧克拉荷馬大學），PhD（国际专业研究学院） 

#### 心理學系
開辦課程
- 心理學榮譽學士
- 心理及輔導學高級文憑
- 幼兒教育高級文憑
- 大學基礎文憑

### 社會工作學院

#### 社會工作學系
開辦課程
- 社會工作榮譽學士
- 社會工作高級文憑

### 基督教事工學院
系主任：吳瑞龍牧師（前香港中華基督教青年會基督教事工學院院長） 
PhD（四川大學），D.Min.（美國國王大學）

#### 基督教事工學系
開辦課程
- 基督教事工榮譽學士
- 基督教事工高級文憑

## 收生情況
參考傳媒及自資專上教育委員會公開資料，該校全日制專上課程的實際收生人數如下：
| 學年    | 學士學位 | 銜接學位 | 高級文憑 | 收生總數 | 備註                        |
| ------- | -------- | -------- | -------- | -------- | --------------------------- |
| 2015/16 | 51       | -        | -        | 51       | 佔預計學額（180人）的 28%。 |
| 2016/17 | 17       | -        | -        | 17       | 佔預計學額（180人）的 9%。  |
| 2017/18 | 21       | -        | 6        | 27       | 佔預計學額（100人）的 27%。 |
| 2018/19 | 24       | 1        | 14       | 39       | 佔預計學額（160人）的 24%。 |
| 2019/20 | 14       | 37       | 27       | 78       | 佔預計學額（220人）的 35%。 |
| 2020/21 | 17       | 36       | 22       | 75       | [ 23 ]                      |
| 2021/22 | 21       | 38       | 23       | 82       | 佔預計學額（230人）的 36%。 |
| 2022/23 | 32       | 48       | 75       | 155      | 佔預計學額（290人）的 53%。 |
| 2023/24 | 33       | 49       | 84       | 166      | 佔預計學額（260人）的 64%。 |

## 爭議事件

### 學院收生人數
學院的收生不足問題一直引起教育當局關注。檢討自資專上教育專責小組的諮詢文件指出，營運情况不佳的自資院校可能會被取消課程或院校註冊，其中宏恩基督教學院被諮詢文件點名指學生人數少於100人，收生不足率引起教育當局的關注。 

### 財政赤字問題
宏恩2015/16學年創校，學院開校的收支預算落差，造成1870萬元赤字。在2016/17學年學院赤字約1300萬，直至2017/18學年學院財政首次達到收支平衝。

### 高層集體請辭
宏恩基督教學院在開校7個月後引發高層離職潮，離職高層包括：
關銳煊 (社會工作學院院長)、伍錫洪 (心理學學院前院長)、林小麗 (發展及傳訊處長)、孫秀坤 (素質保證總監)。他們指出，以校長為首的行政架構權力過大，學院管理模式如中學影響學術自主；副校長(學術)長期不在崗位，與教員缺乏溝通，部分教學所需的電腦軟件更遲遲未添置。 宏恩基督教學院校長崔康常指出，他們同一時間向外公布離任消息，令外界誤以為集體辭職，故質疑其背後動機。 教育局為此曾去信要求解釋人事變動，並就學院回覆委託評審當局評估有關學院管理層出缺對其「院校評審」資格的影響。

### 加入國安教育課程
宏恩基督教學院在於2022年9月起全校必修四堂的國安教育課，介紹基本知識，而非專門科目。

## 升格大學的進度
學院有意向政府提交升格為私立大學之申請，但未曾向學術評審局遞交學科範圍評審的申請，而學院的課程組成及學生人數都未達標準。
| 路線 | 達標情況 |
| --- | -------- |
| 至少在三個範疇獲得學科範圍評審資格，而有關資格可以是相關學科範圍下的子範圍，但必須分屬不同的學科範圍                                                       |          |
| 展示若干程度的研究能力，成功獲得公帑資助計劃下與研究有關的資助                                                                                             | [ 33 ]   |
| 在緊接申請大學名銜前連續兩個學年，其修讀學位課程的學生人數（相等於全日制學生人數）最少達1,500人                                                            |          |
| 獲取香港學術及職業資歷評審局院校評審資格，以證明有關院校在管治及管理、財政可持續性、學術環境、質素保證及研究能力方面，基本上已有能力達到一所大學應有的水準 |          |